# Trochosippa meruensis
Trochosippa meruensis là một loài nhện trong họ Lycosidae.
Loài này thuộc chi Trochosippa. Trochosippa meruensis được Roger de Lessert miêu tả năm 1926.